# GuD-Kraftwerk Münster Hafen
Das GuD-Kraftwerk Münster Hafen ist ein Gas- und Dampfturbinen-Kraftwerk der Stadtwerke Münster. Es liegt unmittelbar am Becken des Stadthafens I der Stadt Münster. Im Rahmen der Kraft-Wärme-Kopplung erzeugt es Strom und Wärme.

## Kraftwerk
2002 fassten die Stadtwerke Münster und die Stadt Münster als Gesellschafterin der Stadtwerke den Grundsatzbeschluss, das 1977 gebaute Kohle-Heizkraftwerk durch ein modernes GuD-Kraftwerk am selben Standort zu ersetzen. Am 7. September 2004 wurde der Grundstein des neuen Kraftwerks gelegt. Ab November 2004 wurden die Kessel montiert, im März 2005 wurde die erste Gasturbine angeliefert. Am 17. November 2005 wurde die neue Anlage schließlich eröffnet. Die Stadtwerke investierten rund 95 Millionen Euro in den Bau.
Das Kraftwerk besitzt zwei Verfahrenslinien, die jeweils aus einer Gasturbine und einem Abhitzekessel bestehen. Die beiden Gasturbinen des Herstellers Turbomach haben eine Bruttoleistung von jeweils 32 MWel. In den Abhitzekesseln wird aus den heißen Abgasen Dampf erzeugt, der zum kleineren Teil für die Fernwärmeerzeugung genutzt wird, zum größeren Teil aber in die einzelne Dampfturbine geleitet wird. Diese als Gegendruckturbine konstruierte Turbine des Herstellers MAN Turbo koppelt nochmals brutto 38 MWel aus. Aus der Restwärme wird dann der Großteil der Fernwärme erzeugt. Die Gesamtbruttoleistung des Kraftwerks liegt somit bei 102 MWel in der Elektroenergieproduktion und bei 120 MWth in der Wärmeerzeugung. Der Brennstoffausnutzungsgrad des Kraftwerks liegt bei 88 % und damit deutlich über der Marke von 60 %, die von modernen GuD-Kraftwerken zur ausschließlichen Elektrizitätserzeugung im Kondensationsbetrieb ohne Wärmeauskopplung erreicht werden.
Während die Wärmeerzeugungskapazität mit rund 600 GWh/a gegenüber dem alten Kohlekraftwerk gleich geblieben ist, wurde die Bruttostromerzeugungskapazität von 160 GWh/a auf 570 GWh/a gesteigert. Dabei konnte der Kohlendioxid-Ausstoß jedoch sogar leicht gesenkt werden, so dass durch Mindererzeugung bei Vorlieferanten rund 190.000 t CO2 eingespart wurden. Damit spielt das Kraftwerk eine wichtige Rolle im „Klimaschutzkonzept 2020“ der Stadt Münster. In diesem hat sich die Stadt verpflichtet, ihre CO2-Emissionen bezogen auf das Basisjahr 1990 bis 2020 um 40 % zu senken; dies entspricht rund 1.000.000 t im Jahr.
Das Kraftwerk deckt rund 40 % des Strom- und 20 % des Wärmebedarfs der Stadt Münster.

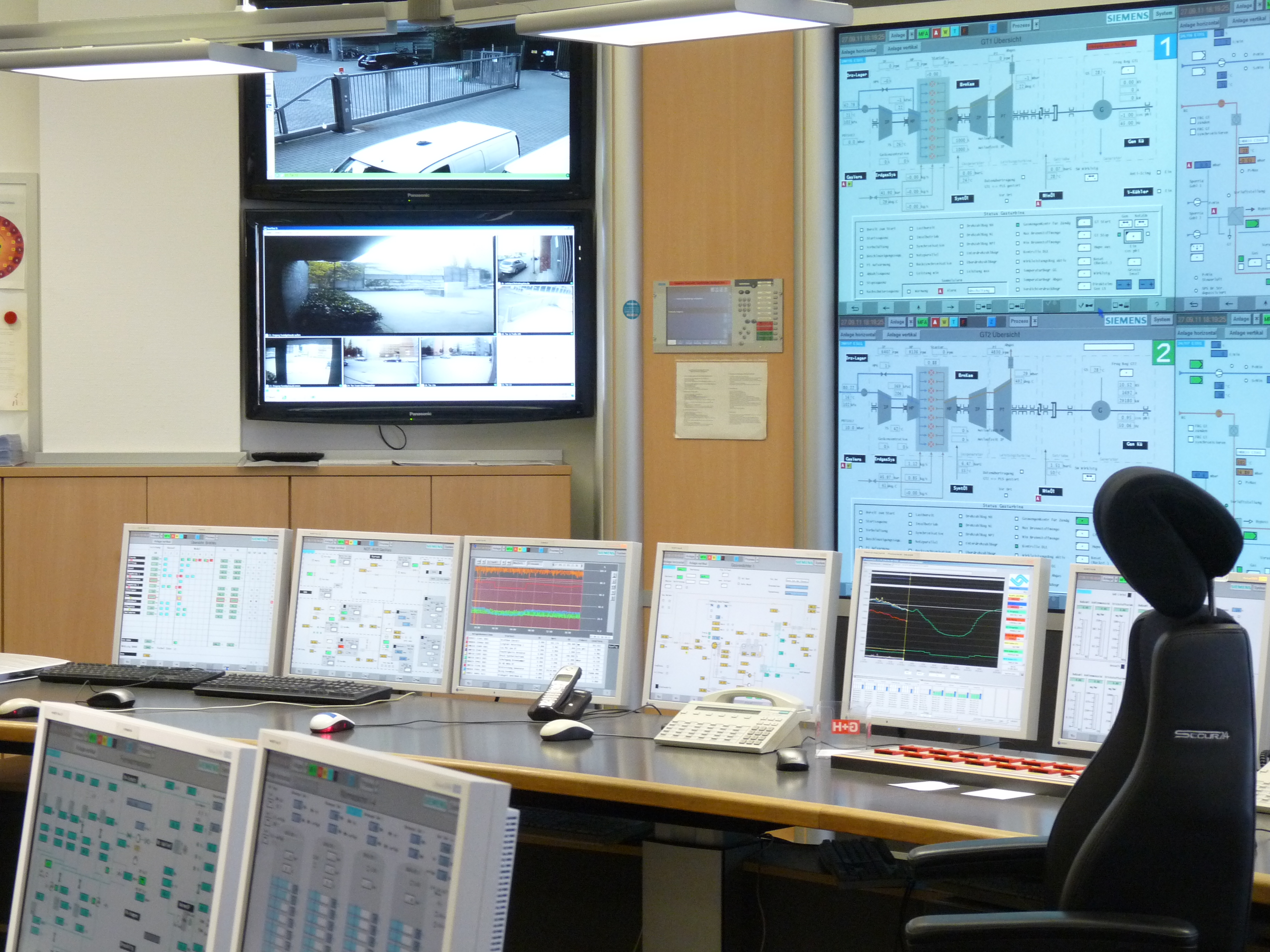
Leitstand des GuD-Kraftwerks
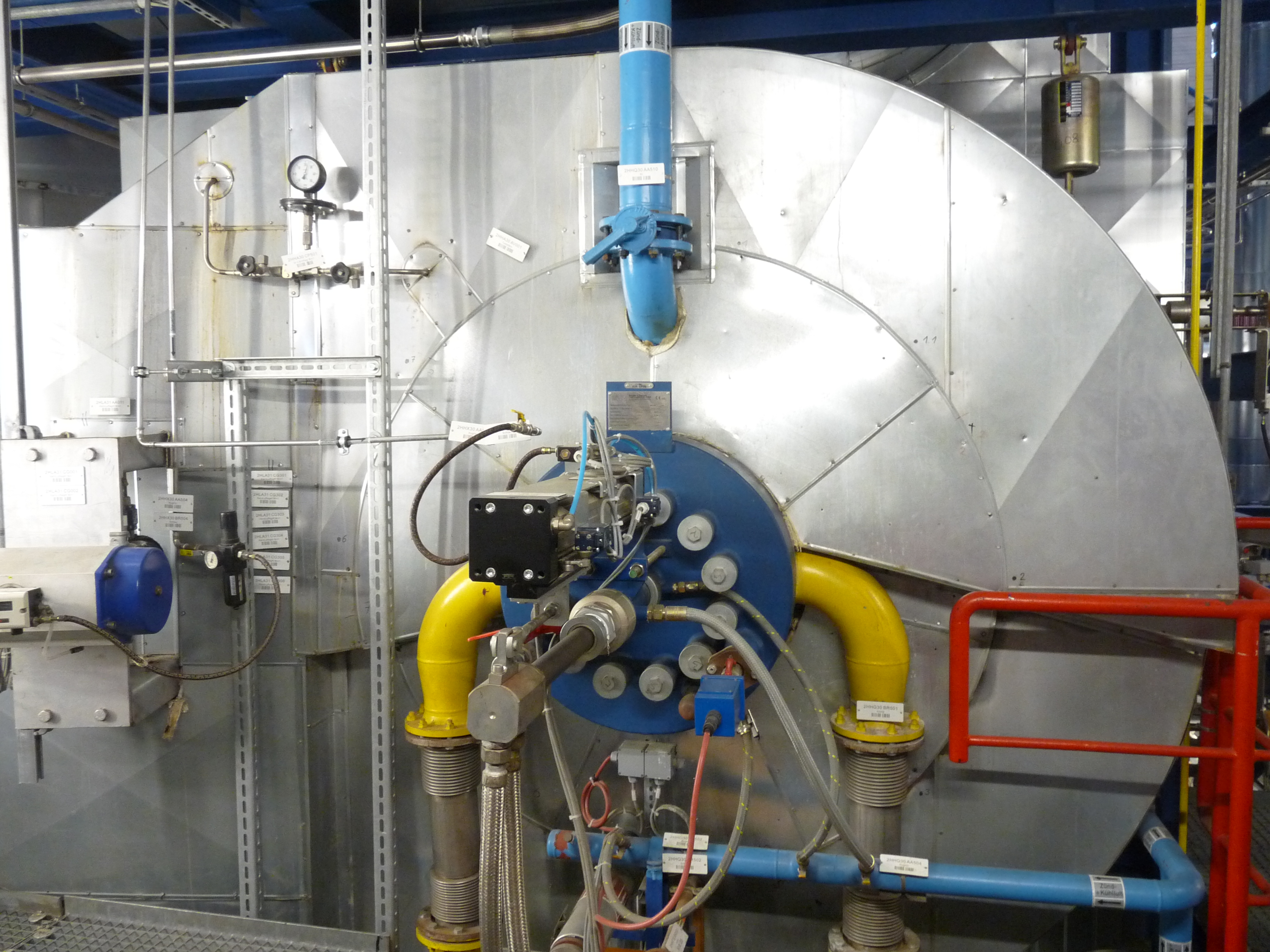
Brenner für Erdgas und Heizöl des GuD-Kraftwerks
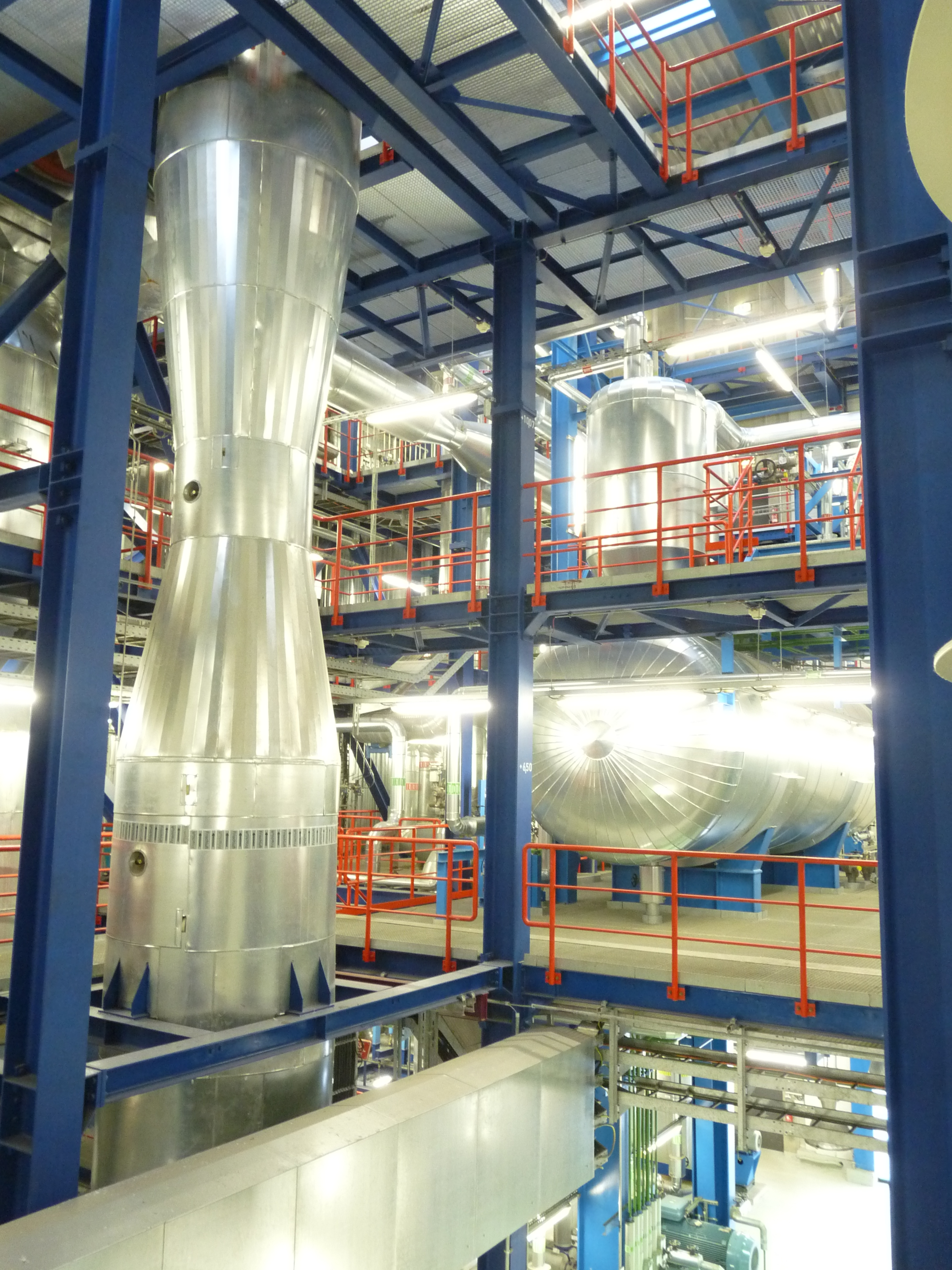
Halle des GuD-Kraftwerks

## Fernwärmespeicher

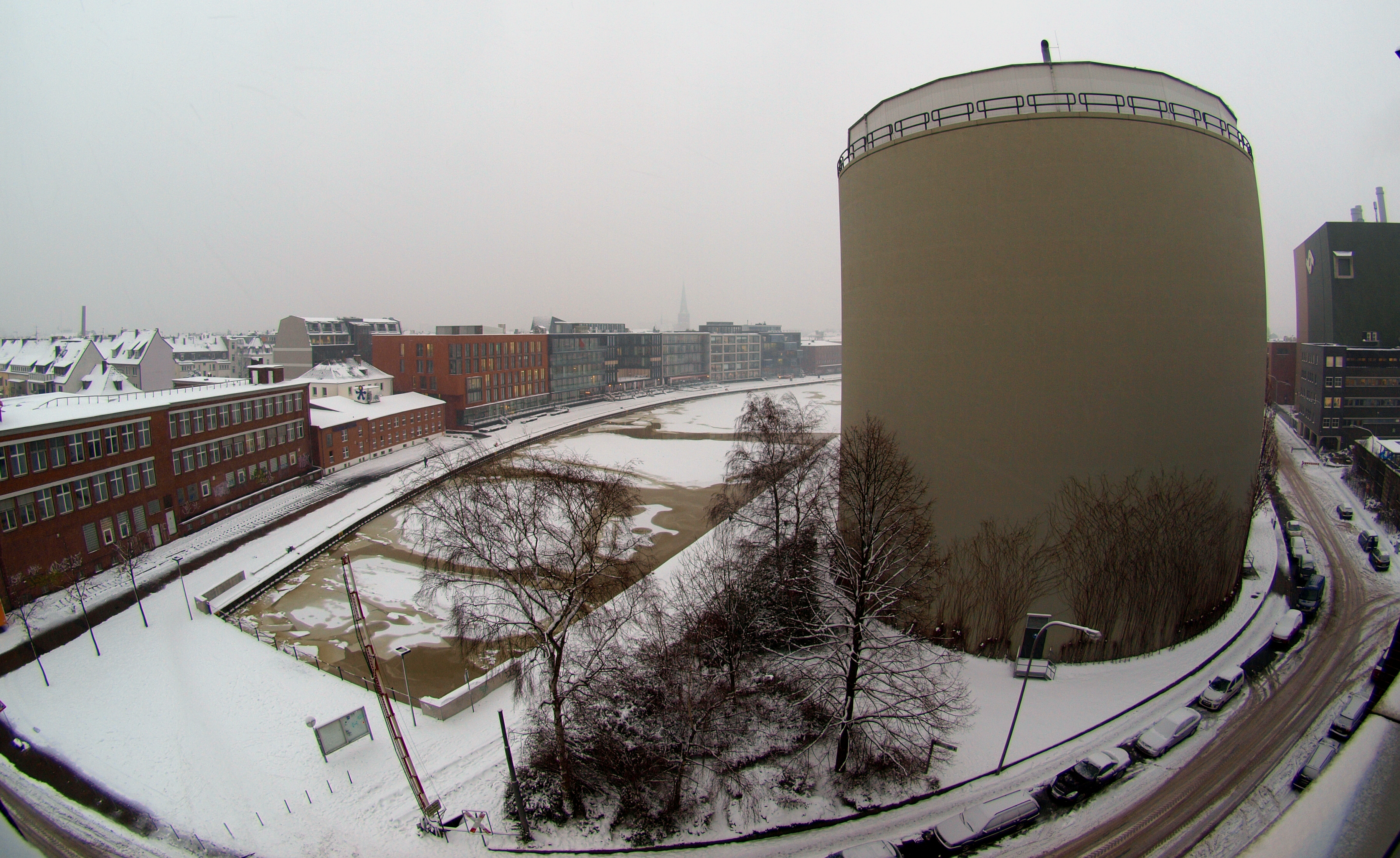
Der Fernwärmespeicher, ganz rechts das Kraftwerk

Mit der Abschaltung des Kohlekraftwerks wurde auch der ehemalige Kohlebunker direkt an der Kaimauer des Hafens obsolet. 2007 erfolgte daher der Umbau in einen Fernwärmespeicher. Besonders nachts, wenn weniger Wärme abgerufen wird, kann in vier Behältern 8000 m³ heißes Fernwärmewasser gespeichert und morgens wieder ins Netz gespeist werden. Dadurch kann das Kraftwerk gleichmäßiger und somit ressourcenschonender gefahren werden. Eine vollständige Befüllung der Tanks mit 80 °C bis 120 °C heißen Wassers kann in fünf Stunden durchgeführt werden.